# Diorthus pellitulus
Diorthus pellitulus är en skalbaggsart som beskrevs av Holzschuh 1984. Diorthus pellitulus ingår i släktet Diorthus och familjen långhorningar.
Artens utbredningsområde är Nepal. Inga underarter finns listade i Catalogue of Life.